# Salzwedel
Salzwedel (IPA ˈzaltsveːdəl) er en Hansestad i landskabet Altmark i den nordvestlige del af den tyske delstat Sachsen-Anhalt. Salzwedel er administrationsby i Altmarkkreis Salzwedel og for Verwaltungsgemeinschaft Salzwedel-Land.

## Geografi
Salzwedel ligger i den i den nordvestlige del af Altmark ved floden Salzwedeler Dummes udmunding i Jeetze. Salzwedel ligger 44 km øst for Uelzen, 12 km syd for Lüchow, 41 km nord for Gardelegen 24 km vest for Arendsee.

### Bydele og landsbyer
Salzwedel består af følgende bydele og landsbyer
| - Amt Dambeck - Böddenstedt - Brewitz - Brietz - Buchwitz - Chüttlitz - Dambeck | - Hoyersburg - Kricheldorf - Mahlsdorf - Maxdorf - Sienau - Stappenbeck |

## Kendte bysbørn
- Joachim Wasserschlebe var født i Salzwedel